# Ali Al-Bulaihi
Ali Al-Bulaihi est un footballeur international saoudien né le 21 novembre 1989. Il évolue au poste de défenseur avec le club d'Al Hilal FC.
Très connu pour être agressif physiquement , plusieurs vidéos de lui agressant des joueurs professionnels tournent sur les réseaux sociaux.

## Carrière

### En sélection
Il joue son premier match en équipe d'Arabie saoudite le 15 mai 2018, en amical contre la Grèce (victoire 2-0).
Il est ensuite convoqué pour disputer la Coupe du monde 2018 qui se déroule en Russie.
Le 11 novembre 2022, il est sélectionné par Hervé Renard pour participer à la Coupe du monde 2022.

## Palmarès
- Championnat d'Arabie saoudite : 2018, 2020, 2021, 2022
- Coupe du Roi des champions d'Arabie saoudite : 2020, 2023
- Supercoupe d'Arabie saoudite : 2018, 2021, 2023
- Ligue des Champions de l'AFC : 2019,  2021